# Daniel Jebbison
Daniel David Jebbison (Oakville, 11 juli 2003) is een Canadees-Engels voetballer die in het seizoen 2021/22 door Sheffield United wordt uitgeleend aan Burton Albion.

## Clubcarrière
Jebbison werd geboren in Canada, waar hij begon met voetballen bij de ANB Futbol Academy. In 2017 verhuisde hij voor het werk van zijn moeder naar Engeland. Via UK Football Trials belandde hij in 2018 bij Sheffield United FC. Jebbison speelde er enkele jaren bij de jeugd en werd in december 2020 naar Chorley FC gestuurd voor een korte uitleenbeurt. Op het einde van het seizoen werd hij beloond met een debuut in het eerste elftal van Sheffield United: op 8 mei 2021 mocht hij op de 35e speeldag van de Premier League tegen Crystal Palace (0-2-verlies) in de 65e minuut invallen voor Oliver Burke. Sheffield was op dat moment al een paar weken zeker van de degradatie naar de Championship. Een week later kreeg hij een basisplaats tegen Everton FC en zorgde hij met zijn doelpunt voor een 0-1-zege. Ook in de twee laatste competitiewedstrijden van het seizoen, tegen Newcastle United en Burnley FC, kreeg hij een basisplaats. Eind mei ondertekende hij zijn eerste profcontract bij Sheffield United.
In de zomer van 2021 werd hij genoemd als mogelijke versterking voor Beerschot VA, een zusterclub van Sheffield United. Op 31 augustus werd Jebbison, die eerder die maand twee wedstrijden voor Sheffield United speelde in de League Cup, voor één seizoen uitgeleend aan derdeklasser Burton Albion FC.

## Clubstatistieken
| Seizoen         | Club             | Land              | Competitie            | Competitie | Competitie | Beker | Beker | Supercup | Supercup | Europees | Europees | Totaal | Totaal |
| Seizoen         | Club             | Land              | Competitie            | Wed.       | Dlp.       | Wed.  | Dlp.  | Wed.     | Dlp.     | Wed.     | Dlp.     | Wed.   | Dlp.   |
| --------------- | ---------------- | ----------------- | --------------------- | ---------- | ---------- | ----- | ----- | -------- | -------- | -------- | -------- | ------ | ------ |
| 2020/21         | Sheffield United | Vlag van Engeland | Premier League        | 4          | 1          | 0     | 0     | —        | —        | —        | —        | 4      | 1      |
| 2020/21         | → Chorley FC     | Vlag van Engeland | National League North | 2          | 0          | 0     | 0     | —        | —        | —        | —        | 2      | 0      |
| 2021/22         | Sheffield United | Vlag van Engeland | Championship          | 0          | 0          | 2     | 0     | —        | —        | —        | —        | 2      | 0      |
| 2021/22         | → Burton Albion  | Vlag van Engeland | Football League One   | 0          | 0          | 0     | 0     | —        | —        | —        | —        | 0      | 0      |
| Carrière totaal | Carrière totaal  | Carrière totaal   | Carrière totaal       | 6          | 1          | 2     | 0     | 0        | 0        | 0        | 0        | 8      | 1      |

Bijgewerkt op 9 september 2021.